# Eupterote vinosa
Eupterote vinosa är en fjärilsart som beskrevs av Moore 1884. Eupterote vinosa ingår i släktet Eupterote och familjen Eupterotidae. Inga underarter finns listade i Catalogue of Life.